# Accident ferroviaire du Trimbleu
 (décembre 2024).
Si vous disposez d'ouvrages ou d'articles de référence ou si vous connaissez des sites web de qualité traitant du thème abordé ici, merci de compléter l'article en donnant les références utiles à sa vérifiabilité et en les liant à la section « Notes et références ».
L’accident ferroviaire du Trimbleu est un accident ferroviaire survenu le 5 octobre 1991 à Dalhem en Belgique.

## Déroulement
Le train touristique, formé d'une locomotive Diesel et de trois wagons est parti de Blegny-Mine vers 14 h 35. Une dizaine de minutes après le départ, le machiniste, ayant constaté des problèmes de freinage, quitte le train pour téléphoner à partir d'une ferme voisine (famille André Ruwet) afin d'appeler de l'aide. N'étant pas immobilisé à l'aide d'un sabot de freinage, le convoi repart sans personne aux commandes après environ une minute, dévale une pente pourtant légère et, prenant de la vitesse, finit par dérailler. Le bilan de l'accident s'élève à 7 morts et 11 blessés.